# Kohautia confusa
Kohautia confusa är en måreväxtart som först beskrevs av John Hutchinson och John McEwan Dalziel, och fick sitt nu gällande namn av Cornelis Eliza Bertus Bremekamp. Kohautia confusa ingår i släktet Kohautia och familjen måreväxter. Inga underarter finns listade i Catalogue of Life.